# Stéphane Artano
Stéphane Artano (ur. 9 marca 1973) – polityk, prezydent Rady Terytorialnej Saint-Pierre i Miquelon od 24 marca 2006. Należy do partii Archipelag Jutra (Archipel demian), która wygrała wybory w marcu 2006.
Prezydent Rady Terytorialnej (przed lutym 2007 nazwa: Rada Generalna) pełni funkcję szefa rządu.